# سفارت شیلی در لندن
سفارت شیلی در لندن (به انگلیسی: Embassy of Chile) یک سفارت در بریتانیا است که در لندن واقع شده‌است.